# 川口とし子
川口 とし子（かわぐち としこ、1956年 - ）は、日本の女性建築家。アーキスタジオ川口一級建築士事務所主宰。新潟県生まれ。長岡造形大学造形学部建築・環境学科教授。

## 略歴
- 1980年 日本大学#学部建築学科卒業
- 1982年 日本大学#研究科理工学研究科博士前期課程修了
- 1983年 - 1986年 東畑建築事務所勤務
- 1987年 - 1988年 ウイーン・アトリエホラインに勤務
- 1988年 アーキスタジオオゾン一級建築士事務所設立
- 1993年 アーキスタジオ川口一級建築士事務所設立
- 1997年 - 2003年 日本大学理工学部建築学科非常勤講師
- 1998年 - 長岡造形大学#学部・学科非常勤講師
- 2002年 - 東京理科大学#学部建築学科, 国士舘大学理工学部建築学科非常勤講師
- 2003年 - 日本大学理工学部海洋建築工学科非常勤講師
- 2009年 - 長岡造形大学#学部・学科教授

## 受賞歴
- 1991年 SDレビュー入選
- 日本建築家協会JIA優秀建築選2006入選

## メディア出演
2003年より、朝日放送製作・テレビ朝日系リフォーム番組「大改造!!劇的ビフォーアフター」に、「匠・和とモダンの融合者」として8度出演。2003年6月1日放送の「大正レトロな家」で初出演。2010年11月7日の放送では、「有名人の実家リフォームスペシャル」の一つで、あべこうじの実家の台所のリフォームを担当。「憧れが落胆に変わった家」として放送された。

## 代表作
- T building, 東京都中野区, 2002年
- ホテル花文, 新潟県妙高村, 1994年
- K residence, 新潟県加茂市, 1995年
- House in Kitasenju, 東京都足立区の二世帯住宅, 2007年
- HACHITEN「八、」新潟県長岡市のセレクトショップ, 2006年
- House in Toyano, 新潟県新潟市, 2005年
- 大正レトロな家（2003年）[1]
- お風呂が半畳の家（2004年、神奈川県中郡）[2]
- 本に埋もれた家（2006年）[3]
- ジャングルジムの家（2007年、不定期スペシャル）[4]
- 客に裸を見られる家（2009年、鎌倉市）[5]
- 憧れが落胆に変わった家（2010年、あべこうじの実家の台所のリフォーム）[6]
- 廊下で必ず転ぶ家（2011年、東京都青梅市）[7]
- 誰にも貸せないアパート（2014年、東京都葛飾区）[8]

## 著書
- 彰国社刊 内外装チェックリスト1998年度版、1999年度版、2000年度版、2000年度版、2001年度版、2002年度版、2003年度版、2004年度版 編集委員
- 彰国社刊 マテリアル・デザイン（建築の素材・材料チェックリスト）2006、2007、2008、2009-2010 編集委員
- メディアファクトリー刊 「いま、中古マンション買ってリフォームが正解」